# Тени (пьеса)
«Тени» — драматическая сатира Михаила Салтыкова-Щедрина, которая не была опубликована при жизни писателя и стала известна лишь в 1914 году.

## Дата создания
Черновик сатиры был найден через 25 лет после смерти писателя, в черновике отсутствовал последний листок с окончанием четвёртого действия. Вначале Салтыков-Щедрин употреблял в отношении своего произведения слово «комедия», но впоследствии зачеркнул его, подписав произведение как «драматическая сатира в действиях». На месте, где должно было быть указано число действий в пьесе, стоял пробел. События, которые разворачиваются в пьесе, указывают на то, что автор работал над пьесой в период с 1859 по 1862 годы. В первом действии персонаж либерального демократа говорит о том, что ещё три года назад вряд ли кто-то мог подумать о том, что либеральные демократы будут иметь вес в обществе и занимать места в администрации. Период, обозначенный как «три года назад», может относиться к 1855—1856 годам. Позже упоминается о том, что «мужики совсем оброка не платят». Первое действие написано, вероятнее всего, в 1858—1859 годах. В первых сценах второго действия есть упоминания о балете «Дочь фараона», который впервые был поставлен 18 января 1862 года. Поэтому второе действие не могло быть написано или дополнено раньше этой даты. В третьем действии есть подсказка о дате написания — героиня не может понять, чего хотят эти студентки. Студентки появились впервые в 1859 году, и их упразднили в 1863 году. В том же действии упоминается о газете «Северная почта», которая стала выходить в 1862 году. Исходя из всего этого, считается, что «Тени» были написаны в период с 1859 по 1862 год.

## Описание
В драматической сатире идёт повествование о высших представителях петербургской демократии. Среди главных героев — князь Тараканов , дама его сердца — Клара Фёдоровна, которая берёт взятки в больших размерах и имеет огромное влияние на князя. Благодаря стараниям Клары Фёдоровны выбился в люди директор департамента Клаверов. Ранее он был либералом, а затем стал генералом.  Салтыков-Щедрин уже прописывал образы Клары Федоровны и князя Тараканова в других произведениях. У них были реальные прототипы: министр двора граф Адлерберг и его содержанка Мина Ивановна. После того, как пьеса была напечатана в 1914 году в спектакле Литературного Фонда, черносотенцы протестовали против постановки пьесы в Мариинском театре из-за того, что там описаны не лучшем образом люди, близкие к царю.
Пьеса «Тени» не входит ни в один из литературных циклов Щедрина.

## Экранизация
Экранизирована в 1953 г. (постановка Николая Акимова и Надежды Кошеверовой) и в 1991 г. (постановка Геннадия Павлова).